# Kujō Sukezane
Kujō Sukezane (九条 輔実, 1669-1729), fils de Kujō Kaneharu, est un noble de cour japonais (kugyō) de l'époque d'Edo (1603-1868). Il exerce les fonctions de régent sesshō de 1712 à 1716 pour l'empereur Nakamikado et de régent kampaku de 1716 à 1722 pour l'empereur Nakamikado. Il épouse une fille de l'empereur Go-Sai. Le couple a trois fils, Morotaka, Yukinori et Naozane, ainsi qu'une fille qui devient plus tard consort de Tokugawa Yoshimichi, quatrième daimyo du domaine d'Owari.

## Source de la traduction
- (en) Cet article est partiellement ou en totalité issu de l’article de Wikipédia en anglais intitulé « Kujō Sukezane » (voir la liste des auteurs).